# Liguilla Pre-Libertadores 1998 (Chile)
La Liguilla Pre-Libertadores 1998 fue la 23ª versión de la Liguilla Pre-Libertadores, torneo clasificatorio para Copa Libertadores de América organizado por la Asociación Nacional de Fútbol Profesional. 
Al igual que el torneo precedente (1996) la competencia se desarrolló bajo el sistema de eliminación directa, con partidos jugados de ida y vuelta. Los empates al término de los dos partidos, se dirimen, primero, mediante la diferencia de goles, enseguida la mayor cantidad de goles de visita y en definitiva, como última alternativa, mediante el método de lanzamiento de penales. 
El ganador de esta edición en calidad de invicto fue Universidad Católica, que derrotó a Universidad de Chile en lanzamientos penales, clasificando a la Copa Libertadores 1999.

## Equipos participantes
| Equipo               | Vía de clasificación                              |
| -------------------- | ------------------------------------------------- |
| Universidad de Chile | Subcampeón de la Primera División de Chile 1998   |
| Universidad Católica | Tercer lugar de la Primera División de Chile 1998 |
| Cobreloa             | Cuarto lugar de la Primera División de Chile 1998 |
| Deportes Concepción  | Quinto lugar de la Primera División de Chile 1998 |

## Desarrollo
Semifinal partidos de ida
| 16 de diciembre de 1998 | Cobreloa                                | 2:2 | Universidad Católica                                | Estadio Municipal, Calama                             |                                                       |
|                         | Rubén Vallejos 2' · Mauricio Donoso 89' |     | Marco Antonio Figueroa 25' · Patricio Ormazábal 51' | Asistencia: 3.758 espectadores Árbitro(s): Guido Aros | Asistencia: 3.758 espectadores Árbitro(s): Guido Aros |

| 16 de diciembre de 1998 | Deportes Concepción | 1:3 | Universidad de Chile                         | Estadio Municipal, Concepción                             |                                                           |
|                         | Bravo 38'           |     | Pedro González 42', 90' · Flavio Maestri 70' | Asistencia: 6.930 espectadores Árbitro(s): Eduardo Gamboa | Asistencia: 6.930 espectadores Árbitro(s): Eduardo Gamboa |

Semifinal partidos de vuelta
| 18 de diciembre de 1998                                                      | Universidad Católica | 0:0 (Global 2:2 (v) | Cobreloa | Estadio San Carlos de Apoquindo, Santiago                      |  |
|                                                                              |                      |                     |          | Asistencia: 8.000 (aprox.) espectadores Árbitro(s): Pablo Pozo |  |
| Clasifica Universidad Católica por mayor cantidad de goles de visita, 2 – 0. |                      |                     |          |                                                                |  |

| 18 de diciembre de 1998 | Universidad de Chile | 1:0 (Global 4:1) | Deportes Concepción | Estadio Santa Laura, Santiago                                     |                                                                   |
|                         | Clarence Acuña 35'   |                  |                     | Asistencia: 10.000 (aprox.) espectadores Árbitro(s): Rubén Selman | Asistencia: 10.000 (aprox.) espectadores Árbitro(s): Rubén Selman |

Final partido de ida
| 20 de diciembre de 1998 | Universidad Católica | 0:0 | Universidad de Chile | Estadio Nacional, Santiago                                         |  |
|                         |                      |     |                      | Asistencia: 15.000 (aprox). espectadores Árbitro(s): Mario Sánchez |  |

Final partido de vuelta
| 12    | POR   | Roberto Rojas      |     |
| 2     | DEF   | Cristián Castañeda |     |
| 5     | DEF   | Ricardo Rojas      |     |
| 3     | DEF   | Ronald Fuentes     |     |
| 4     | DEF   | Mauricio Aros      |     |
| 7     | MED   | Eduardo Arancibia  |     |
| 6     | MED   | Luis Musrri        |     |
| 8     | MED   | Esteban Valencia   | 66' |
| 10    | MED   | Leonardo Rodríguez |     |
| 9     | DEL   | Flavio Maestri     | 80' |
| 11    | DEL   | Pedro González     |     |
| D. T. | D. T. | Roberto Hernández  |     |

| 12    | POR   | Alex Varas         |     |
| 2     | DEF   | Andrés Romero      |     |
| 3     | DEF   | Jorge Vargas       |     |
| 5     | DEF   | Miguel Ramírez     |     |
| 4     | DEF   | Jaime Pizarro      |     |
| 8     | MED   | Fernando Cornejo   |     |
| 7     | MED   | Nelson Parraguez   |     |
| 6     | MED   | Mario Lepe         |     |
| 10    | MED   | Patricio Ormazábal | 66' |
| 9     | DEL   | Marco A. Figueroa  | 73' |
| 11    | DEL   | Rodolfo Moya       |     |
| D. T. | D. T. | Fernando Carvallo  |     |

| 18 | DEL | Rodrigo Barrera | 66' |
| 15 | DEF | Rafael Olarra   | 80' |

| 21 | MED | Alejandro Osorio | 66' |
| 27 | MED | Rodrigo Ríos     | 73' |

| Pedro González     | Acierto de penal         | 1:0 |                  |                  |
|                    |                          | 1:1 | Acierto de penal | Mario Lepe       |
| Leonardo Rodríguez | Fallo de penal (atajado) | 1:1 |                  |                  |
|                    |                          | 1:2 | Acierto de penal | Nelson Parraguez |
| Ronald Fuentes     | Acierto de penal         | 2:2 |                  |                  |
|                    |                          | 2:3 | Acierto de penal | Miguel Ramírez   |
| Cristián Castañeda | Fallo de penal (atajado) | 2:3 |                  |                  |
|                    |                          | 2:4 | Acierto de penal | Rodrigo Ríos     |
|                    |                          |     |                  |                  |

|  |
|  |

| Expulsado | 80' | Eduardo Arancibia |

|  |
|  |
|  |

| Árbitro | Guido Aros |
|         |            |
|         |            |
|         |            |

| 12    | POR   | Roberto Rojas      |     |
| 2     | DEF   | Cristián Castañeda |     |
| 5     | DEF   | Ricardo Rojas      |     |
| 3     | DEF   | Ronald Fuentes     |     |
| 4     | DEF   | Mauricio Aros      |     |
| 7     | MED   | Eduardo Arancibia  |     |
| 6     | MED   | Luis Musrri        |     |
| 8     | MED   | Esteban Valencia   | 66' |
| 10    | MED   | Leonardo Rodríguez |     |
| 9     | DEL   | Flavio Maestri     | 80' |
| 11    | DEL   | Pedro González     |     |
| D. T. | D. T. | Roberto Hernández  |     |

| 12    | POR   | Alex Varas         |     |
| 2     | DEF   | Andrés Romero      |     |
| 3     | DEF   | Jorge Vargas       |     |
| 5     | DEF   | Miguel Ramírez     |     |
| 4     | DEF   | Jaime Pizarro      |     |
| 8     | MED   | Fernando Cornejo   |     |
| 7     | MED   | Nelson Parraguez   |     |
| 6     | MED   | Mario Lepe         |     |
| 10    | MED   | Patricio Ormazábal | 66' |
| 9     | DEL   | Marco A. Figueroa  | 73' |
| 11    | DEL   | Rodolfo Moya       |     |
| D. T. | D. T. | Fernando Carvallo  |     |

| 18 | DEL | Rodrigo Barrera | 66' |
| 15 | DEF | Rafael Olarra   | 80' |

| 21 | MED | Alejandro Osorio | 66' |
| 27 | MED | Rodrigo Ríos     | 73' |

| Pedro González     | Acierto de penal         | 1:0 |                  |                  |
|                    |                          | 1:1 | Acierto de penal | Mario Lepe       |
| Leonardo Rodríguez | Fallo de penal (atajado) | 1:1 |                  |                  |
|                    |                          | 1:2 | Acierto de penal | Nelson Parraguez |
| Ronald Fuentes     | Acierto de penal         | 2:2 |                  |                  |
|                    |                          | 2:3 | Acierto de penal | Miguel Ramírez   |
| Cristián Castañeda | Fallo de penal (atajado) | 2:3 |                  |                  |
|                    |                          | 2:4 | Acierto de penal | Rodrigo Ríos     |
|                    |                          |     |                  |                  |

|  |
|  |

| Expulsado | 80' | Eduardo Arancibia |

|  |
|  |
|  |

| Árbitro | Guido Aros |
|         |            |
|         |            |
|         |            |

## Ganador
| Chile                                   |
| Ganador Universidad Católica            |
| Clasificado a la Copa Libertadores 1999 |